# Il campo del vasaio
Il campo del vasaio è un romanzo di Andrea Camilleri, il tredicesimo con protagonista il Commissario Montalbano, pubblicato da Sellerio il 20 marzo 2008.

## Trama
Questa volta a svegliare il commissario Montalbano non è il solito Catarella, ma un insistente bussare alla porta di casa. Infuriato per il sonno interrotto, Montalbano non riesce a trovare i vestiti e va ad aprire completamente nudo, trovandosi di fronte il questore Bonetti-Alderighi che, disperato e piangente, chiede di nascondersi in casa sua. Montalbano si convince che il questore deve essere impazzito tanto più quando gli annuncia che la mafia ha preso il potere politico con Totò Riina divenuto presidente del consiglio che propone a Montalbano la carica di Ministro degli interni. Il commissario, che sta sognando, si terrorizza quando compare Catarella che minaccia di sparargli se accetterà la proposta del capomafia:
Parlando, però, Catarella si è distratto e Riina ne approfitta per sparargli un colpo.
Nella realtà non è un colpo di pistola ma il rumore delle persiane sbattute dal vento che sveglia Montalbano. Il commissario a poco a poco riprenderà il sonno che sarà interrotto ancora una volta da un continuo suonare del campanello della porta di casa. Questa volta si tratta proprio di Catarella che annuncia al commissario il solito ritrovamento di un morto. Sotto un incessante diluvio e tra varie imprecazioni il commissario e i suoi uomini, tra cui un ingrugnito Mimì Augello, riusciranno a recuperare un cadavere fatto a pezzi e seppellito in un campo usato come cava di creta.
L'indagine è complicata a causa dell'impossibilità di identificare il cadavere, morto già da due mesi, sfigurato e senza impronte digitali. Inoltre, lo strano comportamento di Mimì Augello, il vice di Montalbano, divenuto scontroso e litigioso, sta amareggiando la vita a tutti nel commissariato di Vigata. Il commissario scopre che Mimì mente alla moglie dicendo di essere impegnato in azioni che lo tengono fuori tutta la notte; Montalbano incarica la sua amica svedese Ingrid di pedinarlo per scoprire cosa stia combinando.
Arriva intanto la segnalazione di una possibile intimidazione di cui sarebbe vittima una donna, la bellissima Dolores Alfano, moglie di un ufficiale marittimo imparentato con la famiglia mafiosa di Balduccio Sinagra. Mimì si rivolge a Montalbano chiedendogli di svolgere in piena autonomia l'indagine sul cadavere smembrato, perché ritiene di non doversi più muovere all'ombra del suo superiore.
Riflettendo sui dati a sua disposizione, Montalbano ha un'intuizione che verifica su un passaggio del vangelo di Matteo: quando Giuda restituisce al Sinedrio i 30 denari che gli sono stati versati per indicare Gesù alle guardie inviate per arrestarlo, i soldi giudicati impuri (sono serviti a versare del sangue) vengono impiegati per acquistare un pezzo di terra destinato a camposanto per gli stranieri. Quel terreno appartiene a un artigiano della creta, è il campo del vasaio. Per verificare la validità dell'intuizione, Montalbano telefona al dott. Pasquano, il medico legale, e viene a sapere che il cadavere è stato tagliato in 30 pezzi, uno per ogni denaro di Giuda.
Convinto che si tratti di un delitto della vecchia mafia, che tende a dare giustificazioni simboliche alle proprie esecuzioni, un messaggio da interpretare come firma, Montalbano cerca di trasferire l'inchiesta all'antimafia, ma i colleghi pretendono che il corpo venga prima identificato. Nel frattempo il commissario riceve una visita in ufficio, è Dolores Alfano che viene a denunciare la scomparsa del marito. Imbarcato da due mesi su una nave verso il Sudamerica, non ha più dato notizie di sé e non risponde al telefono; le ha spedito una cartolina con una firma che non riconosce come sua.
Montalbano sospetta una fuga sentimentale, ma Dolores Alfano ha delle armi per convincerlo a fare qualche ricerca. Con una telefonata al rappresentante dell'armatore, Montalbano viene a sapere che Giovanni Alfano non si è imbarcato ed è stato sostituito all'ultimo momento. I due possiedono un monolocale a Gioia Tauro dove si incontrano quando l'uomo è solo di passaggio; Montalbano ottiene che un collega faccia un sopralluogo, vengono rinvenuti indumenti che Alfano indossava quando avrebbe dovuto partire e tracce di cocaina.
Nel frattempo Fazio scopre che i dati fisici di Giovanni Alfano corrispondono esattamente a quelli del morto fatto a pezzi nel campo del vasaio. Ma è un'altra la scoperta choc: il comportamento imprevedibile di Mimì Augello è dovuto a una relazione extraconiugale con Dolores Alfano. A questo punto Montalbano sospetta che la donna cerchi di manipolare le indagini attraverso Mimì perché sa che il marito è stato ucciso e vuole vendicarsi del mandante, don Balduccio Sinagra.
Montalbano escogita un piano complesso per chiudere la rete degli indizi e risolvere l'indagine. Incarica il dottor Augello di continuare l'inchiesta per conto proprio finché don Balduccio si sente toccato in prima persona. L'anziano mafioso invita Montalbano a uno scambio di opinioni; l'uomo è in fin di vita, costretto a letto, ma ci tiene a far sapere al commissario in via informale che si era liberato di Filippo Alfano, il padre di Giovanni, sulla base di indiscrezioni rivelatesi false. Pentito della propria leggerezza, aveva preso Giovanni sotto la propria ala protettrice, senza coinvolgerlo però nei traffici. Soltanto, prima che scomparisse, gli aveva affidato una lettera compromettente da consegnare prima di imbarcarsi a un'organizzazione calabra, della quale Alfano non conosceva il contenuto.
La protezione di don Balduccio sul lontano nipote si era negli anni spinta a allontanare dalla moglie Dolores un occasionale amante, un macellaio di Vigata, convinto “con le buone” a trasferirsi a Catania. L'uomo però possiede ancora una casa a Vigata, ed è esattamente lì che la donna si incontra con Mimì Augello. Montalbano riesce a montare una trappola, costringendo il colpevole della morte di Giovanni Alfano a venire allo scoperto e confessare il delitto, anche se preferisce lasciare che siano altri a prendersi il merito della brillante soluzione.

## Critica
L'incubo di Montalbano nell'incipit del romanzo, sul quale indugia la narrazione di Camilleri, vuole indicare nell'animo del commissario un forte turbamento che riflette le idee politiche dell'autore. Ragiona Montalbano sull'interpretazione del sogno: «Riina in quel momento non era cchiù un capomafia ma uno che stava per addiventari primo ministro!». Il commissario si domanda se egli non pensi che «il fatto di essere addiventato primo ministro cancella automaticamente tutti sò reati, ammazzatine e stragi comprese, oppure appartieni a quella categoria di sbirri che servono sempre e comunque chi sta al potere...» Montalbano rifiuta questa interpretazione e per controprova porta l'intervento nel sogno di Catarella: «...è comparso Catarella... alla proposta di Riina in realtà ho detto no... Catarella è come se fosse la mia cuscienzia.».

## Edizioni
- Andrea Camilleri, Il campo del vasaio, Seconda ed., collana La memoria, Sellerio Editore, 2008,  pp. 280, cap. 18 e una nota, ISBN 88-389-2285-3.